# Herkul od Monaka
Herkul od Monaka (Monako, 24. rujna 1562. – Monako, 29. studenog 1604.), monegaški gospodar od 1589. do svoje smrti iz dinastije Grimaldi.
Bio je najmlađi od četvorice sinova monegaškog gospodara Honorija I. i Izabele Grimaldi. Njegovog oca prvo je naslijedio najstariji sin i Herkulov brat, Karlo II. od Monaka (1581. – 1589.), a poslije njegove smrti, monegaško prijestolje pripalo je Herkulu.
Dana 15. rujna 1595. godine, oženio je Mariju Landi s kojom je imao troje djece:
- Giovanna Maria Grimaldi (29. rujna 1596. – prosinac 1620.), udana za Giana Giacoma Teodora Trivulzija, grofa od Melza i kneza od Musocca
- Honorije II. od Monaka (24. prosinca 1597. – 10. siječnja 1662.), oženjen za Ippolitu Trivulzio
- Maria Claudia Grimaldi (1. siječnja 1599. – 1668.), karmeličanska časna sestra u Genovi

Herkul je ubijen u atentatu 1604. godine, nakon čega ga je naslijedio maloljetni sin Honorije II., koji je postao prvi monegaški knez.